# Clinceni
Clinceni is een gemeente in het Roemeense district Ilfov en ligt in de regio Muntenië in het zuidoosten van Roemenië. De gemeente telt 4334 inwoners (2005).

## Geografie
De oppervlakte van Clinceni bedraagt 25 km², de bevolkingsdichtheid is 173 inwoners per km².
De gemeente bestaat uit de volgende dorpen: Clinceni, Olteni, Ordoreanu.

## Politiek
De burgemeester van Clinceni is Adrian Budeanu (PNL).